# Ан дархан хотун
Ан дархан хотун („изначална важна госпожа/господарка“) е дух-стопанин и покровител на земята в якутската митология. Представяна е като старица с благородна външност. Тя покровителства поникването на растенията, плодородието, плодовитостта на добитъка и благосъстоянието на хората. От дъха на нейните деца Ереке Джереке се раззеленяват дърветата и поникват растенията напролет.
Вярва се, че Ан дархан хотун обитава свещените дървета ал лук мас, където пролетно време ѝ принасят жертви. Дърветата се увиват с върви от конски и други косми, украсяват се с цветни платнени ленти, кори от бряст, снопчета косми и др. Най-старият член от рода застава с лице към дървото от западната му страна, така че то да се пада на изток спрямо него и измолва покровителството и благословията на Ан дархан хотун.
Името на якутския дух-стопанин на земята се среща и в други варианти като Ан Алахчин и др. В якутския епос Олонхо тя е представена като защитница на героя, даваща му мъдри съвети.